# Chippendale
För andra betydelser, se Chippendale (olika betydelser).

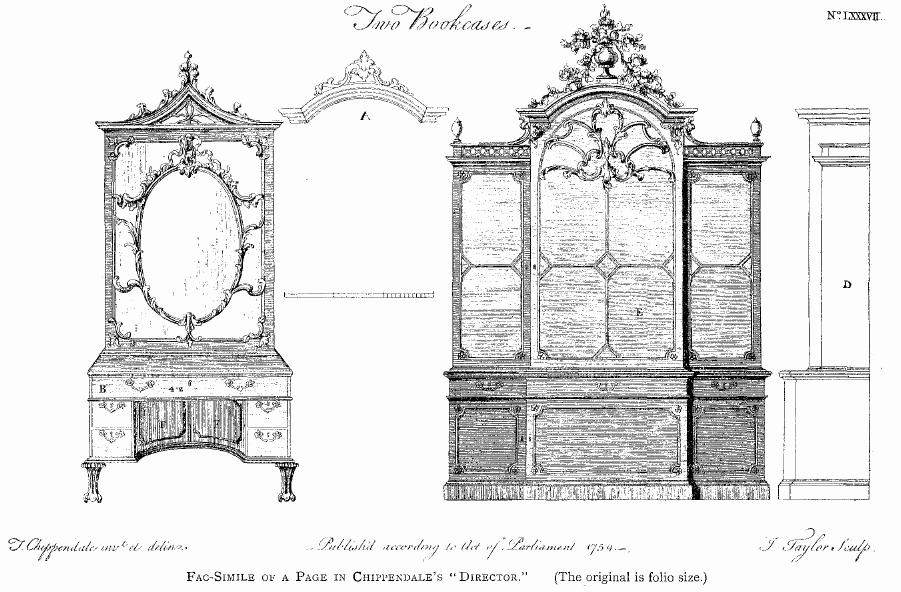
Två bokhyllor i mönsterboken från 1754.

Chippendale är en brittisk möbelstil från 1700-talets senare hälft. Den är inspirerad av de idéer från 1700-talsformgivaren Thomas Chippendale, som han återgav i mönsterboken Gentleman and cabinet-maker's director (1754). Den innehåller möbler i den nya stilen, som var påverkad av den franska rokokon, gotiken och kinesisk tradition.
Stilen blev populär under andra hälften av 1800-talet för möbler, bestick och serviser. Bestick i chippendalestil är mycket vanliga och nytillverkas fortfarande.